# Samuel Aru Bol
Samuel Aru Bol (geb. 1929; gest. 18. November 2000) war ein Politiker im Sudan. Im Zweiten Sudanesischen Bürgerkrieg (1983–2005) unterzeichnete er den Friedensvertrag von Khartum 1997 als Repräsentant der Union of Sudan African Parties (USAP).

## Leben
Samuel Aru Bol wurde 1929 in Rumbek geboren, im Gebiet des heutigen südsudanesischen Bundesstaats Lakes.
Er wurde 1968 erstmals in das Parlament des Sudan gewählt. Während der Präsidentschaft von Dschafar an-Numairi (1969–1985) hatte er eine komplizierte politische Karriere.
Am 3. Mai 1972 wurde das Addis-Abeba-Abkommen ratifiziert als „The Southern Provinces Regional Self-Government Act 1972“, wodurch der Erste Sudanesische Bürgerkrieg zu einem Ende kam. Samuel Aru Bol und Joseph Oduho wurden als Vertreter der südlichen Exekutive gewählt.
Samuel Aru Bol wurde Vizepräsident des High Executive Council (HEC), der Regierung des autonomen südlichen Sudan.
In seiner Funktion als HEC Vizepräsident und Sprecher der Assembly wurde er in einen Skandal verwickelt, der sich um die Verteilung von 30.000 Sudanesischen Pfund für die Wiederansiedlung von Flüchtlingen drehte.
Am 4. Januar 1982 gehörte Samuel Aru Bol zu einer Gruppe von 21 führenden Politikern, welche in Juba gefangen genommen wurden und angeklagt wurden, eine illegale Partei gegründet zu haben, das „Council for Unity of Southern Sudan“. Weitere mitinhaftierte waren Clement Mboro, Michael Wal und Martin Majier.
Nachdem Nimeiri im April 1985 durch einen Staatsstreich abgesetzt worden war, wurde Samuel Aru Bol zum Deputy Prime Minister im Transitional Military Government von Präsident Abd ar-Rahman Swar ad-Dahab.
Er begründete die Southern Sudanese Political Association (SSPA), welche in den Wahlen 1986 zehn Sitze erringen konnte.
Im Juli 1987 schloss sich die SSPA mit vier weiteren Parteien aus dem Südsudan zusammen zur Koalition der Union of Sudanese African Parties (USAP) unter Führung von James Eliaba Surur.

### Unter dem Regime Umar al-Baschir
Samuel Aru Bol und andere bedeutende Politiker wurden nach dem Militärputsch am 30. Juni 1989 inhaftiert. Umar al-Baschir Kam an die Macht. Aru Bol wurde sechs Monate lang ohne Gerichtsverfahren festgehalten.
Nach dem Coup wurde James Eliaba eingekerkert, gefoltert und letztlich nach Uganda ins Exil entlasse.
1991 war Samuel Aru Bol bereits 62 Jahre alt, verheiratet und hatte acht Kinder. Er wurde am 14. Oktober 1991 in Khartum verhaftet, weil er die Regierung kritisiert hatte, die entschieden hatte, dass Schulen im Südsudan und Schulen im Norden für Binnenflüchtlinge (Internally Displaced People, IDPs) aus dem Süden, Arabisch als Unterrichtssprache anwenden sollten.
Dies wurde als weiterer Schritt gesehen, das Land zu arabisieren und die kulturelle Identität der Südsudaner aufzulösen, die bis dahin immer Unterricht in Englisch erhalten hatten.
Von 1994 bis 1998 lebte Samuel Aru Bol in Nairobi, Kenia bei John Garang, dem Anführer der Sudan People’s Liberation Movement/Army. In einem Interview 1998 drückte er jedoch seine Zweifel an Garangs Ernsthaftigkeit im Friedensprozess aus.
1996 ließ sich Samuel Aru Bol darauf ein die Preliminary Peace Charter zu unterzeichnen und am 21. April 1997 unterzeichnete er das Khartoum Agreement als Repräsentant der USAP, wobei er eine Autorität vorgab, die ihm wohl nicht zustand.
Aru starb an Komplikationen von Diabetes in Khartum am 18. November 2000.